# Samuel Black Range
Samuel Black Range är ett berg i Kanada.   Det ligger i provinsen British Columbia, i den centrala delen av landet, 3 700 km väster om huvudstaden Ottawa. Toppen på Samuel Black Range är 2 120 meter över havet.
Terrängen runt Samuel Black Range är huvudsakligen kuperad. Trakten runt Samuel Black Range är nära nog obefolkad, med mindre än två invånare per kvadratkilometer.. Det finns inga samhällen i närheten.
Omgivningarna runt Samuel Black Range är i huvudsak ett öppet busklandskap.